# Tutto l'amore che ho
Tutto l'amore che ho è il primo singolo estratto da Ora, album di Jovanotti che è uscito il 25 gennaio 2011.
È stato frequentemente trasmesso in radio, raggiungendo la posizione numero 1 dell'airplay.

## Composizione e rilascio
Dal 2 dicembre 2010 il video e la canzone sono stati disponibili in anteprima sulla pagina ufficiale di Jovanotti su Facebook. La canzone è stata trasmessa per la prima volta dalle radio il 3 dicembre 2010 e dopo alcune ore è stata disponibile anche su iTunes, dove ha raggiunto in poche ore la prima posizione.
Parlando appunto della canzone, Jovanotti ha spiegato che: «È stata proprio la parola "amore" a rafforzare la mia voglia di cantare questa canzone. Dopo aver sentito questa parola pronunciata in un comizio di un partito ho sentito forte il bisogno di riprendermela, di riportarla dove è giusto che sia, nelle canzoni e nella vita vera».
Il brano è stato anche remixato dai dj Gabry Ponte, Prezioso feat. Marvin, Dr. Feelx e Stylophonic.

## Il video
Il video del brano è stato realizzato come una specie di action movie, diretto da Maki Gherzi e prodotto da Paolo Soravia. Nel video si vede Jovanotti contrastato nel suo cammino dalle cose più brutte che possano ostacolare un uomo: terroristi, aggressori, animali feroci, ma lui nel suo percorrere la vita mantiene un passo di danza come a voler testimoniare che la vita va vissuta ballando a qualsiasi costo.
Il videoclip è stato accompagnato da alcune polemiche a causa di similitudini con il video del brano Solitude Is Bliss dei Tame Impala. Sulla questione è intervenuto Paolo Soravia, mediante una lettera aperta indirizzata al portale Web Rockol, nella quale afferma che «Un lavoro così ricco di riferimenti, [...] non si può ridurre a "scopiazzatura"». Nella lettera infatti il produttore scrive che il video, nato da un'idea di Jovanotti, è il frutto di una lunga ricerca di spunti cinematografici e contiene riferimenti a pellicole come 28 giorni dopo, Io sono leggenda, The Road, Duel, Il ladro di orchidee e Non è un paese per vecchi, tra gli altri.

## Produzione
Il videoclip è stato interamente girato in Ungheria nei Korda Studios di Budapest.

## Tracce
Promo - CD-Single Universal - (UMG)
1. Tutto l'amore che ho - 3:42

## Classifiche
| Classifica (2010) | Posizione raggiunta |
| ----------------- | ------------------- |
| Italia            | 1                   |
| Svizzera          | 22                  |

### Classifiche di fine anno
| Classifica (2010) | Posizione |
| ----------------- | --------- |
| Italia            | 19        |

| Classifica (2011) | Posizione |
| ----------------- | --------- |
| Italia            | 13        |